# Церковь Иоанна Предтечи (Константинополь)

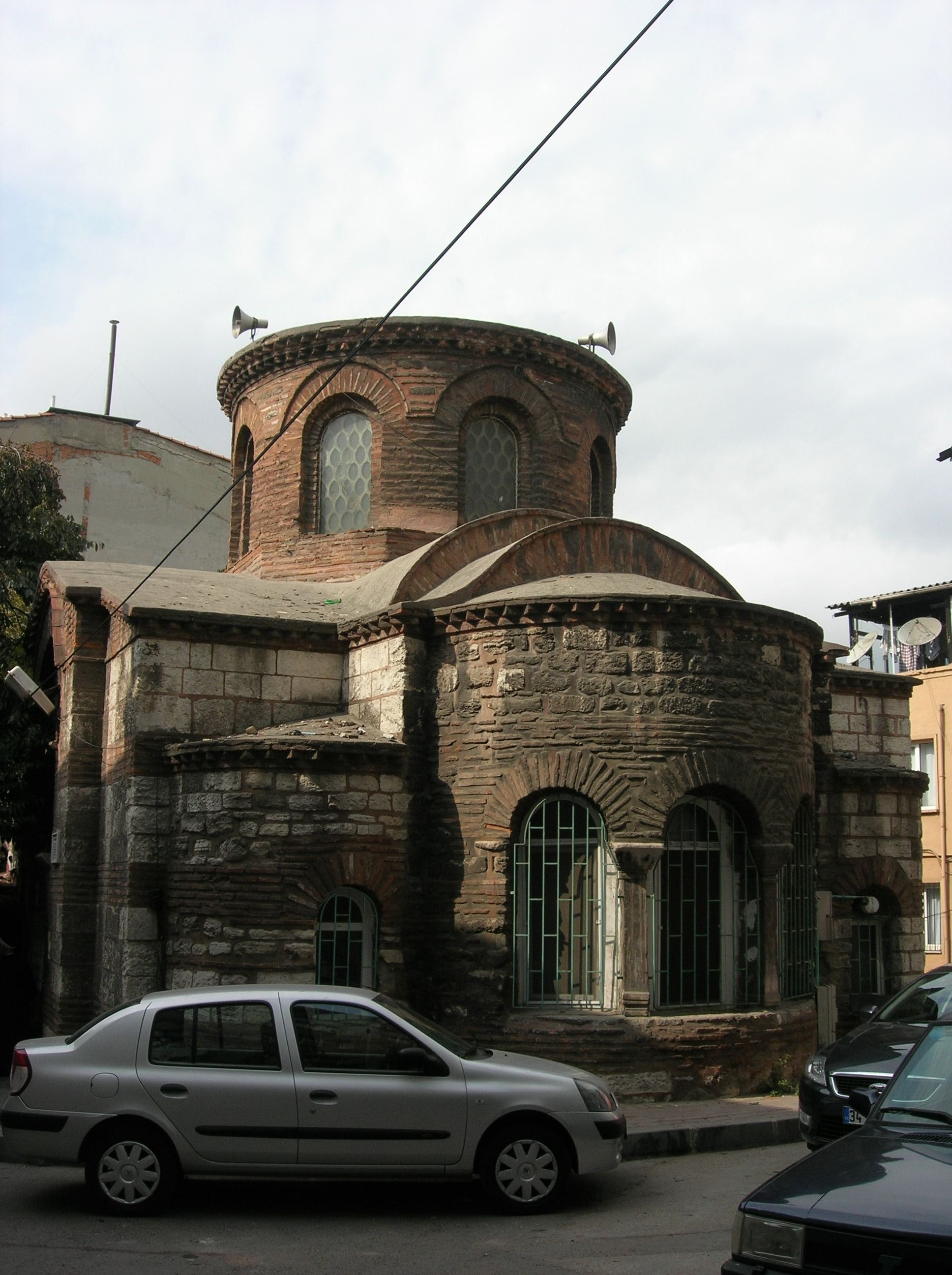
Вид с восточной стороны.

Церковь Иоанна Предтечи(ныне Мечеть Ахмат-паши) в Стамбуле — самая маленькая сохранившаяся церковь Константинополя, длиной всего 15 м. Расположена в самой консервативной части района Фатих, менее чем в 400 м от церкви Богородицы Паммакаристы.
Систематически церковь никогда не исследовалась. Предполагается, что она была построена при Комнинах и была посвящена Иоанну Предтече (как и ещё 35 храмов византийской столицы). Переоборудована в мечеть в конце XVI века иждивением Ахмат-паши (бывший ага янычар). 
До 1961 года здание находилось в руинированном состоянии, с разрушенным нартексом и выломанными столпами.